# Porto de Coatzacoalcos
Porto de Coatzacoalcos é um porto marítimo mexicano, está localizado no istmo de Tehuantepec, na margem esquerda do rio Coatzacoalcos, 3,7 km de onde ele deságua no Golfo do México. Foi criado por decreto federal 8 de outubro de 1825, a sua localização é estratégica, sendo a distância mais curta para ligar o Golfo do México ao Oceano Pacífico por ferrovia uma distância de 302 km. O Porto Coatzacoalcos se distingue como um centro de importância regional da industrial, comercial e de serviços, que exibe uma região ampla e variada de grande econômia, e constitui um passo necessário em direção ao sudeste, portanto, é conhecido como "Chave Sudeste". Sua econômia é principalmente relacionada com a indústria petroquímica e de atividade portuária.

## História
A história do seu desenvolvimento, é entrelaçado com os principais eventos que influenciaram a configuração da região. Em 1858 ele cobriu pela primeira vez a rota New Orleans-Minatitlán com o navio Quaker City em 1896, eles começam a dragagem da barra e do canal de entrada para o Porto, em 1905 marca o início da construção de docas e vinícolas.
Ao porto que funciona no momento, foram associados a outros projetos na região, igualmente importantes, como foram a construção da ferrovia no istmo negociada desde 1857, e o estabelecimento da primeira refinaria em Minatitlán em 1906 para 1908, e pode ser visto na área Coatzacoalcos - Minatitlán, como uma área privilegiada econômica e identificados principalmente o petróleo e as atividades comerciais.
A Revolução Mexicana de 1910, deu início das operações até o Canal do Panamá em 1914, causou o declínio do comércio via ferrovia entre Coatzacoalcos e Porto de Salina Cruz. No entanto, Coatzacoalcos poderia manter sua importância econômica devido ao petróleo e atividades agrícolas. Posteriormente, uma vez resolvido o conflito começou a fase de construção do novo regime, com destaque para a abertura da via de Minatitlán - Salina Cruz e a nova nova refinaria de  Minatitlán em 1939 e 1956 respectivamente, e construção do cais em primeiro lugar na Pajaritos doca em 1968.  Tudo isso pela Petróleos Mexicanos.
Na década de 70, a mesma empresa fez sua primeira remessa de exportação de petróleo bruto em 1974, e pela construção de terminais de contentores especializados, serviço multimodal começou no istmo entre os portos de Coatzacoalcos e Salina Cruz, em 1976. Na década seguinte incluem a reconstrução dos pilares fiscais, a construção do píer nº8 e do encerramento dos complexos petroquímicos Cangrejera e Morelos.
Nos anos 90 são listados como fatos relevantes, a extinção da Empresa de Serviços Porto do Istmo de Tehuantepec S.A de C.V, em 1993, e a criação da Autoridade Portuária de Coatzacoalcos, S.A de C.V, em 25 de julho de 1994. Quatro anos mais tarde, com uma nova abordagem pela autoridade portuária no país, o porto de Coatzacoalcos atingiu o maior nível na movimentação de carga em sua história, superando os 3 milhões de toneladas.